# 刘祥胜

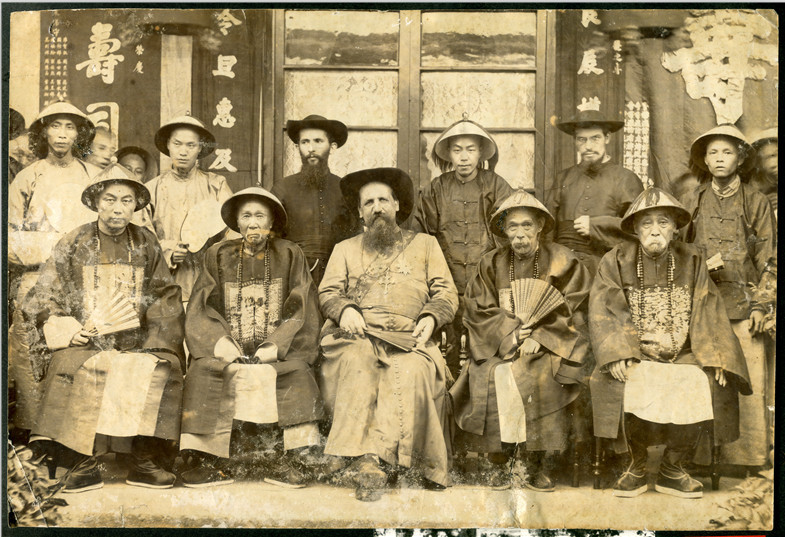
前排左一永嘉知县秦国均 左二温州总兵刘祥胜 中间法国赵保禄和温处道童兆蓉 温州知府王琛

刘祥胜，字吉园，道光八年-光绪三十一年（1829-1905），湖南湘乡人，清末湘军领军人物。

## 生平
历任湘军胜字军统领、湘军亲兵左营管带、湘军吉字马步全军统领、楚军後营管带、楚军水师新中营管带、巡防江海长龙水师营管带、楚军水师左营管带、楚军前营管带、楚军中前後营统领兼中营管带、楚军中营管带、节制亲兵新右护军左两旗、统领亲兵新前右护军左四旗兼带楚军中营、浙江定海镇总兵(署)、浙江温州镇总兵(署)、浙江温州镇总兵（正二品）、记名提督（从一品）。
刘祥胜以骁勇善战著称，军纪严明、胆谋过人使他在胜字军、湘军当中树立了极高的威信。在清军最后赢得与太平天国战役的全面胜利立下赫赫战功。

## 资料来源
1. 台湾国史馆馆. . 1977-5號. 台湾: 台湾国史馆.
2. 藍鈺纂. . 台湾: 國立故宮博物院圖書文獻處.
3. 温州志. . 中国: 温州志办.
4. 杭州志. . 中国: 杭州志办.
5. 温州老照片. . 中国.